# やねの上のカールソン (アニメーションTVシリーズ)
『やねの上のカールソン』はアニメーション ドイツ人-スウェーデンのテレビ番組からの26のエピソードで2002生産された2001、制作会社はドイツの映画会社Trickompany。テレビシリーズはによって生成されますジャーマンキルヒメディア関連してSvensk Filmindustriと監督マイケル・エクブラッド、エグゼクティブプロデューサーはカースティン・ボニエ。シリーズはに基づいていますアストリッド・リンドグレーンについての本『やねの上のカールソン』。
シリーズは何度か表示されていますSVT1そしてBarnkanalen、23話もDVDでリリースされ、7つのエディションに分かれています。

## スウェーデンの声
- やねの上のカールソン - Börje Ahlstedt
- 弟 - Zacharias Blad
- お母さん - ペルニラ・アウグスト
- パパ - Allan Svensson
- ボッセ - Oliver Skifs
- ベタンクール - Jasmine Heikura
- フィーユ - Magnus Härenstam
- ロール - Brasse Brännström
- ボック嬢 - Ewa Roos
- ジュリアスおじさん - Nils Eklund
- クリスター - Jonathan Skifs
- グニラ - Norea Sjöquist

## エピソード
1. やねの上のカールソン
2. 屋根の上の家
3. カールソンは幽霊を演じます
4. カールソンフィラー
5. カールソンはスパイしています
6. カールソンが想起させる
7. カールソンはレーシングドライバーです
8. カールソンとフスボッケン
9. カールソンとジョン・ブランド
10. カールソンは敬礼を撃ちます
11. カールソンとドラゴン
12. カールソンは鳥を捕まえる
13. カールソンはイースターを祝います
14. カールソンと母の日
15. カールソンはベビーシッターです
16. カールソン掃除機
17. カールソンはライバルを取得します
18. カールソンはかくれんぼをする (DVDでリリースされていません)
19. カールソンとテレビジャー (DVDでリリースされていません)
20. カールソン、バサスタンの小さな幽霊 (DVDでリリースされていません)
21. カールソンは泥棒を捕まえる
22. カールソンとボック嬢の良いコリキ
23. 屋根の上のカールソン魚
24. カールソンはスキーに行く
25. カールソンクリスマスイブを祝う
26. カールソンは誕生日パーティーに行きます

## DVDエディション
7つのDVDコレクションがリリースされています。
1. やねの上のカールソン - 屋根の上の家[1] - セクションが含まれています1-3
2. やねの上のカールソン - カールソンフィラー[2] - セクションが含まれています4-6
3. やねの上のカールソン - レーシングドライバーとしてのカールソン[3] - セクションが含まれています7、11、12
4. やねの上のカールソン - カールソンとジョン・ブランド[4] - セクションが含まれています8-10
5. やねの上のカールソン - カールソンはイースターを祝います - セクションが含まれています13-15
6. やねの上のカールソン - カールソン掃除機[5] - セクションが含まれています16、17、21、22
7. やねの上のカールソン - カールソンはスキーに行く[6] - セクションが含まれています23-26